# シガラジャ
シガラジャ(Singaraja)は、バリ島北部の港町。旧称ブレレン。1849年にオランダの植民地政庁が置かれ、以来、コロニアルな町作りがなされた。バリ州ブレレン県の県庁所在地とされるが、シガラジャという自治体はなく、ブレレン県ブレレン郡に属するいくつかの村(Desa)に分けられる。すなわち、
- バンジャルトゥガル村 - 県庁舎の所在地
- バニュスリ村
- カリウントゥ村
- カンプンガニャール村
- カンプンカジャナン村 - ブレレン港がある
- カンプンバル村
- バンジャルバリ村
- バンジャルジャワ村
- アスティナ村
- クンドゥラン・ペナタラン村
- カンプンシガラジャ村 - ブレレン郡役所の所在地
- パケタグン村
- リリグンディ村

などの村々である。